# Metschnikowia koreensis
Metschnikowia koreensis är en svampart som beskrevs av S.G. Hong, J. Chun, H.W. Oh & Bae 2001. Metschnikowia koreensis ingår i släktet Metschnikowia och familjen Metschnikowiaceae.   Inga underarter finns listade i Catalogue of Life.